# تیانجین پایپ
تیانجین پایپ (انگلیسی: Tianjin Pipe) شرکت دولتی فولاد چینی است، که در سال ۱۹۸۷ تأسیس شد.